# یسنیتسه (ناحیه پریبرام)
یسنیتسه (به چکی: Jesenice) یک منطقهٔ مسکونی در جمهوری چک است که در ناحیه پریبرام واقع شده‌است.